# Steigenberger Hotel Am Kanzleramt

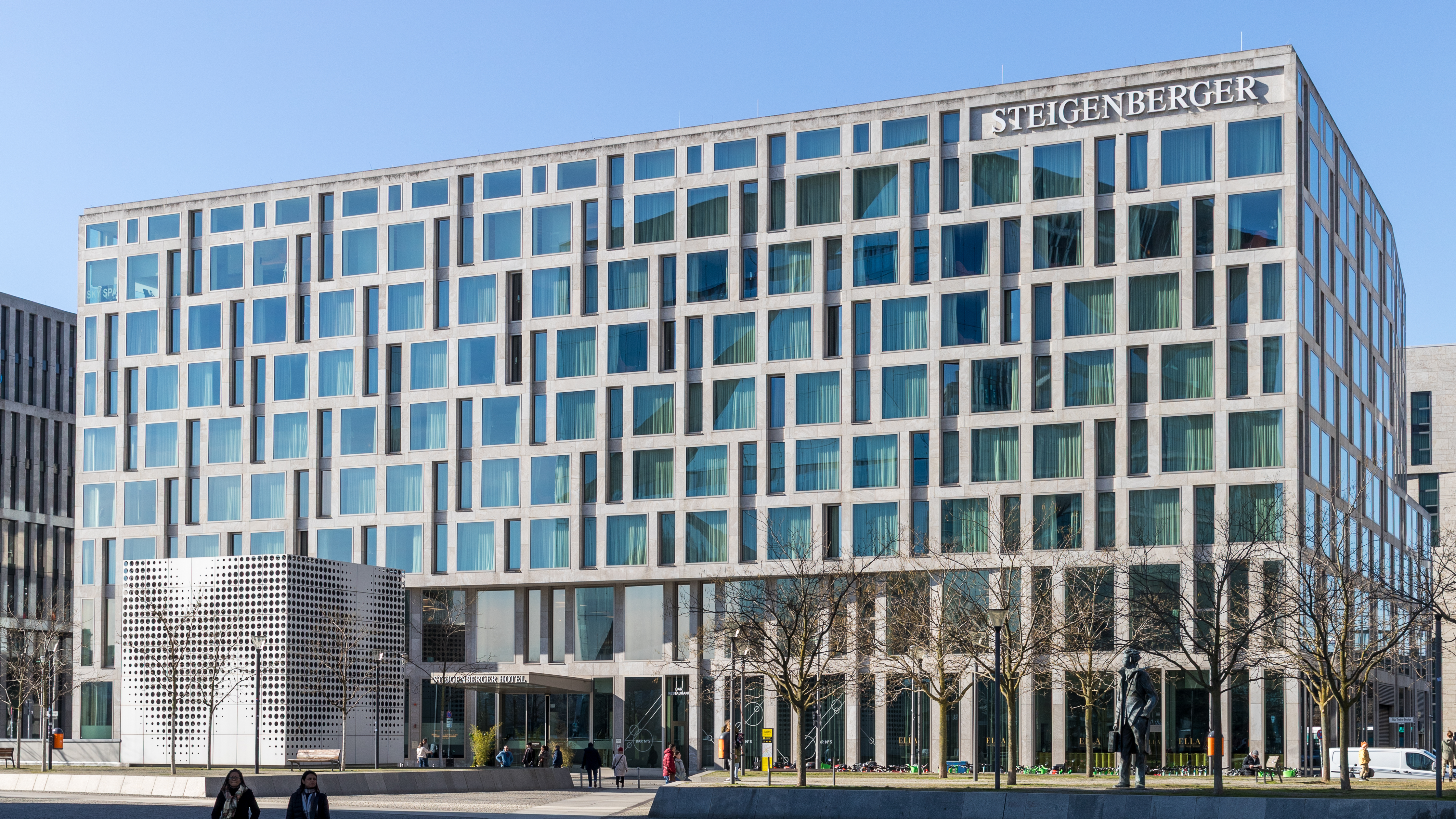

Das Steigenberger Hotel Am Kanzleramt ist ein 2014 eröffnetes Hotel im Berliner Ortsteil Moabit des Bezirks Mitte. Es befindet sich in der Nähe des Berliner Hauptbahnhofs an der Ella-Trebe-Straße. Das Hotel mit 339 Zimmern ist im Besitz des Konzerns H World International (vormals Deutsche Hospitality und Steigenberger Hotel Group).

## Geschichte
Das Hotel Steigenberger am Kanzleramt in Berlin wurde im Mai 2014 eröffnet. Es befindet sich in unmittelbarer Nähe des Berliner Hauptbahnhofs und des Regierungsviertels. Das Hotel ist Teil des Lehrter Stadtquartiers, einem modernen Viertel, das durch seine städtebauliche Einheit geprägt ist, wobei unterschiedliche Materialien und Bauformen die Gebäude differenzieren.
Die Architektur des Gebäudes stammt vom  Architekturbüro Ortner & Ortner Baukunst, das für seine avantgardistischen Entwürfe bekannt ist. Der Bau des Vier-Sterne-Superior-Hotels dauerte von September 2012 bis März 2014 und wurde von der Baufirma PORR realisiert.
Ein besonderes Merkmal des Baus ist die nachhaltige Bauweise, die sich durch energieeffiziente Technologien auszeichnet. So wurde auf ökologische Aspekte geachtet, um den  Anforderungen an Nachhaltigkeit gerecht zu werden. Das Hotel wurde von der Deutschen Gesellschaft für Nachhaltiges Bauen (DGNB) mit dem Gold-Zertifikat ausgezeichnet, was die zweithöchste Stufe der Nachhaltigkeitsbewertung darstellt. Es fügt sich städtebaulich in die Umgebung des Spreebogens und des Washingtonplatzes ein und betont durch seine prominente Lage die Verbindung zwischen Bahnhof, Regierungsviertel und Spree.
Im Hotel gibt es mehrere Restaurants und Bars, wobei das Hauptrestaurant ELLA  eine Mischung aus internationaler und regionaler Küche bietet. Der Wellnessbereich des Hotels, der Sky Spa & Fitness Club, befindet sich in der obersten Etage und bietet Ausblicke auf das Regierungsviertel. Der Spa-Bereich verfügt über drei Saunen, eine Sonnenterrasse und Ruheräume. Zusätzlich gibt es ein Angebot an Massagen, wie Sport- oder Entspannungsmassagen, sowie Kosmetikbehandlungen.

## Auszeichnungen
- 2014: DGNB-Zertifikat (Gold)[5]